# Armand Blanquet du Chayla
Armand-Louis-Gérald Bénigne de Blanquet du Chayla (* 10. Dezember 1898 Soissons; † März 1996) war ein französischer Diplomat.

## Leben
Armand de Blanquet du Chayla war der Sohn von Régine de la Sizeranne und Pierre de Blanquet du Chayla. Er trat 1924 in den diplomatischen Dienst ein und wurde in Konstantinopel, Washington, D.C., Madrid, Riga und Havanna eingesetzt.
Er war von 1. Februar 1945 bis  26. Mai 1946  Botschafter in Luxemburg. Vom 26. Mai 1946 bis 26. April 1952 war er der erste Botschafter in Beirut. Vom 26. April 1952 bis  2. März 1955 war er Botschafter in Stockholm. Von 16. März 1955 bis zum 25. Oktober 1956 zur Sueskrise war er Botschafter in Kairo. Von 1956 bis 1957 diente er in der Zentrale in Paris. Von 1. August 1958 bis 8. Juni 1962 war er Botschafter in Buenos Aires. Mit dem Sturz von Juan Perón war ab 1955 die Ausbildung von argentinischen Offizieren in Frankreich intensiviert worden. Unter Federführung des Militärattachés, Oberst François Serralta und Unterstützung durch de Blanquet du Chayla vereinbarten Ende 1959 die französischen Streitkräfte und die argentinische Streitkräfte die Zusammenarbeit; dies war eine Grundlage für die Escuela francesa, eine Fortbildung für Asymmetrische Kriegführung. Von 8. Juni 1962 bis 28. Februar 1964 war Blanquet du Chayla Botschafter in Madrid bei Francisco Franco.

## Auszeichnungen und Ehrungen
- Großkreuz des Ordens der Eichenkrone (1946)[3]